# Hogebrug
Hogebrug (52° 02′ N, 4° 48′ L) é uma vila dos Países Baixos, na província de Holanda do Sul. Hogebrug pertence ao município de Reeuwijk, e está situada a 6 km, a leste de Gouda.
A área de Hogebrug, que também inclui as partes periféricas da cidade, bem como a zona rural circundante, tem uma população estimada em 120 habitantes.